# Shāhījān
Shāhījān (persiska: شاهيجان, شاهی جانی, شايِجانی, Shāhījānī, شاهیجانی) är en ort i Iran.   Den ligger i provinsen Bushehr, i den centrala delen av landet, 800 km söder om huvudstaden Teheran. Shāhījān ligger 416 meter över havet och antalet invånare är 151.
Terrängen runt Shāhījān är kuperad. Runt Shāhījān är det ganska glesbefolkat, med 43 invånare per kvadratkilometer. Närmaste större samhälle är Kalameh, 8,9 km norr om Shāhījān. Omgivningarna runt Shāhījān är i huvudsak ett öppet busklandskap.